# Pterygophyllum sullivantii
Pterygophyllum sullivantii là một loài Rêu trong họ Hookeriaceae. Loài này được (Müll. Hal.) Kindb. mô tả khoa học đầu tiên năm 1894.